# Кваранта (Сијена)
Кваранта је насеље у Италији у округу Сијена, региону Тоскана.
Према процени из 2011. у насељу је живело 54 становника. Насеље се налази на надморској висини од 970 м.